# Olaf, syn Auduna
Olaf, syn Auduna (norw. Olav Audunssøn i Hestviken) – dwutomowa powieść Sigrid Undset, norweskiej pisarki, laureatki literackiej Nagrody Nobla, wydana w latach 1925-1927. Składa się z dwóch części, Olaf, syn Auduna na Hestwiken oraz Olaf, syn Auduna i jego dzieci. 
Rodzinny majątek Olafa, Hestviken, leży w Follo, po wschodniej stronie Oslofjorden. Undset opisała to miejsce opierając się o topografię i nazwy lokalne występujące w tej okolicy. 
Powieść ukazała się po raz pierwszy w Polsce w latach 1937-1938 w tłumaczeniu Wandy Kragen. Razem z Krystyną, córką Lavransa powieść o Olafie była podstawą przyznania Undset literackiej Nagrody Nobla w 1928 roku, którą otrzymała za ,,niezapomniany opis skandynawskiego średniowiecza''.

## Treść
Powieści zostały napisane niedługo po przejściu Undset na katolicyzm i poruszają klasyczne dylematy etyki chrześcijańskiej. Główny bohater, Olav Audunssøn, to postać tragiczna. Jest uczciwym i poczciwym mężczyzną, który czuje się przeklęty z powodu grzechu popełnionego w młodości: zabił on kochanka swojej żony, ale nigdy wyznał i nie odkupił swojej winy. Z biegiem czasu coraz trudniej mu przyznać się do grzechu, a jednocześnie zdradza on swoją ukochaną żonę, niszcząc tym samym jej dobre imię. Dowiaduje się, że jego jedyny syn, Eirik, nie jest jego biologicznym dzieckiem.
Olaf, syn Auduna na Hestwiken jest pierwszą częścią historii o Olafie Audunssønie, który przez całe życie toczy wewnętrzną walkę między własną wolą, a prawem bożym. Akcja powieść rozgrywa się wokół Oslofjorden pod koniec XIII i na początku XIV wieku. Sumienie Olafa musi zmierzyć się z takimi ludzkimi problemami jak relacja między miłością, a pożądaniem, między mężem, a żoną, między rodzicami, a dziećmi. W tym tomie znajduje się też piękny opis miłości Olafa to jego przyszłej żony Ingunn, którzy w podróży do Hamar odkrywają siebie jako kobieta i mężczyzna.
Olaf, syn Auduna, i jego dzieci to druga część historii, w której Olaf próbuje zrozumieć swoje życie i siły, które kierują działaniem człowieka. Chce żyć dobrym życiem, ale jego wewnętrzna walka własnej woli z prawem bożym staje się niebezpieczna. Początkowo Olaf nie uznaje własnego grzechu i oskarża Boga i innych ludzi o nieszczęścia, które go spotykają. Potem jednak zdaje sobie sprawę z potrzeby pokuty i odkupienia własnych win.